# Montgomery Township (comté de Montgomery, Pennsylvanie)
Pour les articles homonymes, voir Montgomery Township.
Montgomery Township est un township du comté de Montgomery, en Pennsylvanie, aux États-Unis.